# Scutinanthe brunnea
Scutinanthe brunnea là một loài thực vật thuộc họ Burseraceae. Loài này có ở Brunei, Indonesia, Malaysia, và Sri Lanka.